# 아흐타르 만수르
물라 아흐타르 모하마드 만수르(다리어·파슈토어: اختر محمد منصور, 1968년경 ~ 2016년 5월 21일)는 2015년 7월 29일부터 2016년 5월 21일까지 아프가니스탄의 이슬람 원리주의 단체인 탈레반의 지도자로, 이란에서 파키스탄으로 건너가던 중 미군의 드론 공격으로 살해되었다.

## 같이 보기
- 쿤두즈
- 모하마드 라바니
- 사이브
- 샤리아